# 12590 Ballantine
12590 Ballantine è un asteroide della fascia principale. Scoperto nel 1999, presenta un'orbita caratterizzata da un semiasse maggiore pari a 2,8062455 au e da un'eccentricità di 0,0396078, inclinata di 5,00227° rispetto all'eclittica.